# Hupes
Els hupa són una tribu índia Na-dené del grup meridional californià. Llur autònim és natinixwe, també pronunciat natinookwa, que vol dir "gent del lloc on retorna el camí".

## Localització
Vivien a la vall del Trinity, al nord de Califòrnia. La majoria formen part de la tribu reconeguda federalment Tribu Hoopa Valley; tanmateix, alguns hupa estan enregistrats a la ranxeria Elk Valley, i un petit nombre de hupa estan registrats a la comunitat índia Cher-Ae Heights de la ranxeria Trinidad, situada al comtat de Humboldt (Califòrnia),

## Demografia
El 1888 hi havia 650 indis, però foren reduïts a 430 el 1900 i a 412 el 1905. El 1950 eren 636 a Califòrnia (950 a la reserva amb yuroks i tolowas), i el 1980 segons Asher eren 1.200 amb Chilula i whilcut, però la parla estava extinta. El 1990 eren potser 2.500 individus.
Segons dades del cens dels EUA del 2000, hi havia 2.499 purs, 114 barrejats amb altres tribus, 432 barrejats amb altres races i 48 barrejats amb altres races i altres tribus. En total, 3.093 hupa, als que cal afegir 7 d'Extensió Hupa.
Segons dades de la BIA del 1995, a la reserva Hoopa Valley de Califòrnia hi vivien 2.393 individus (2.018 al rol tribal).

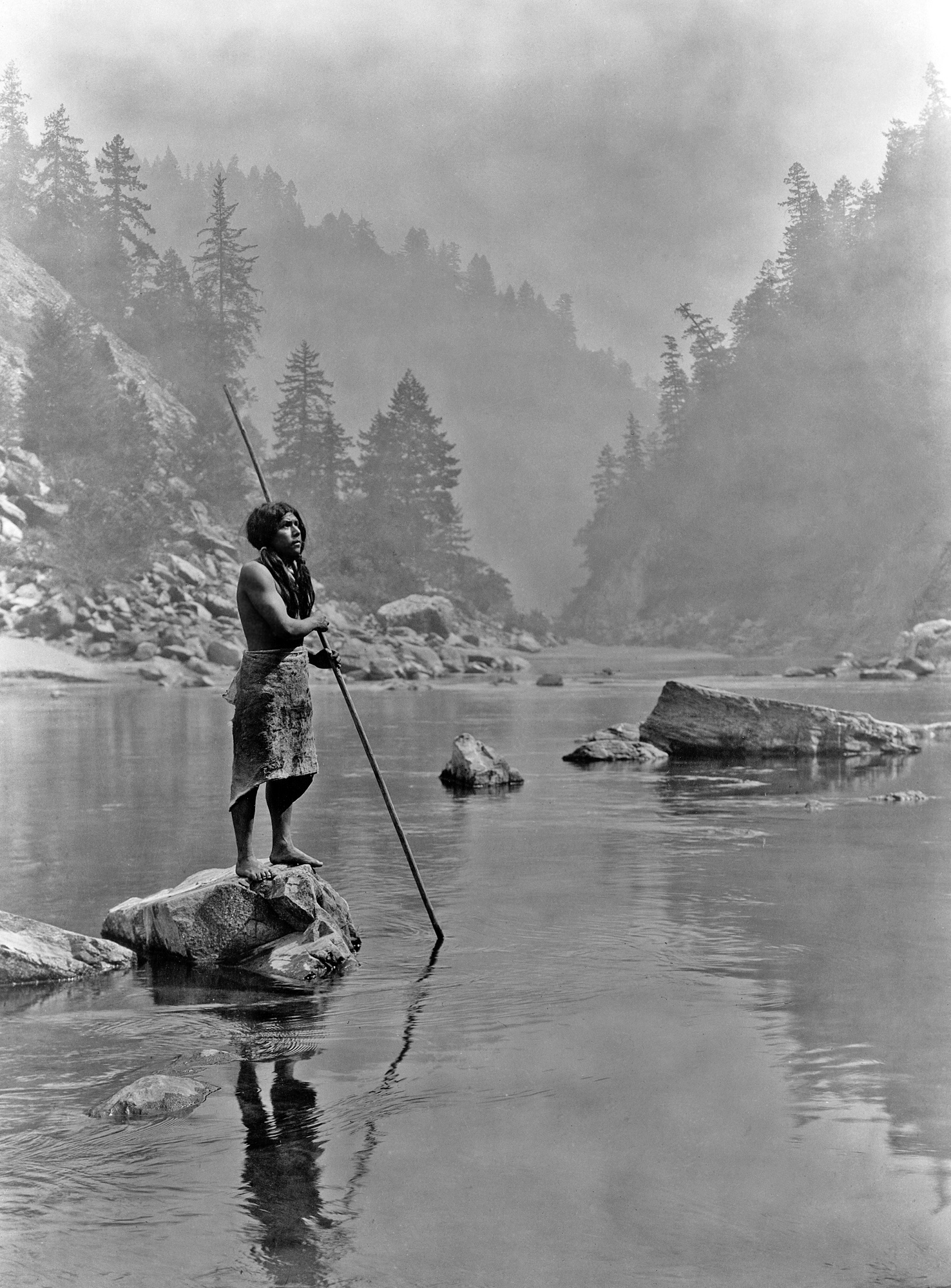
Indi hupa pescant, per Edward Curtis

## Costums
Culturalment se semblen més als yurok i karok, amb els quals sovint comerciaven aglans i aliments de l'interior per canoes de secoia, peix salat, musclos i algues marines, i a vegades es casaven entre ells o feien certes cerimònies comunes. Mantenen una barreja de trets culturals del nord-oest (nootka, kwakiutl) i del sud-oest (californians).
Eren excel·lents cistellers i caçadors, tenien certa agricultura i tallaven llenya, però abans de l'arribada dels blancs s'alimentaven d'arrels, fruites, salmons i cérvols, es vestien amb pells i imitaven als animals.
Llurs llogarrets eren situats en els bancs dels rius, i consistien en cases de suor, cases semisoterrànies més il·luminades on vivien els homes; cases menstruals de fusta de cedre, d'uns vint peus quadrats, usada alhora com a magatzem i dormitori de dones; i una casa comunal on vivien les dones i magatzem. A les viles no hi havia clans. La seva cistelleria era feta d'abillaments d'arrels, fulles i talls al voltant de punxades d'obsidiana preparades.
La riquesa es mesurava en petxines dentellades i plomes d'ocell picafustes, i s'admitia l'esclavatge per deutes. El cabdill era el més ric del llogarret, però tenia poca autoritat política, encara que hi havia una intricada llei de propietat; el seu poder passava al seu fill, però qualsevol que adquirís més propietats que ell podia obtenir el poder.
El recital de fórmules màgiques era una part important de llur religió; els insults, injúries i homicidis es pagaven amb diner de sang. Els xamans professionals, que eren majoritàriament dones, diagnosticaven i curaven malalties. Llurs honoraris eren pagats en petxines dentellades i pells de xai albí. Se celebraven anyalment tres dances majors en benefici de la comunitat, la de la Pell de Cérvol Blanc i la dansa del Raspall, així com les cerimònies de primavera i d'hivern. També celebraven el potlacht, feien danses amb carotes i màscares, tenien societats secretes i esculpien columnes totèmiques.

## Història
Es dividien en nombroses viles, com Cheindekhotding, Djishtangading, Haslinding, Honsading, Howungkut, Kinchuwhikut, Medilding, Miskut, Takimilding, Tlelding, Toltsasding, i Tsewenalding.
Es van mantenir aïllats i van tenir poc contacte amb russos i espanyols, de manera que mai no els colonitzaren. Només els trampers del Trinity i Klamath van mantenir alguns contactes esporàdics de caràcter comercial.
Cap al 1849 la febre d'or californiana envià al seu territori alguns minaires i xinesos, però no s'hi van fer prospeccions. Els primers colons no arribarien fins a la constitució de California com a estat el 1850. El 1858 es va establir al seu territori Fort Gaston.
El 1864 els fou concedida la reserva de Hoopa Valley, amb 12 milles quadrades, i des del 1876 l'obriren al comerç, i compartiren amb yuroks i tolowas. El 1893 hi obriren també una escola.
El 1933 es va redactar una constitució i es va obrir una Oficina de Treball.